# Liste der Städte in New Hampshire
Im US-Bundesstaat New Hampshire gibt es 13 Citys und 223 Towns.
| Name              | County       | Jahr der Inkorporation | Form der Selbstverwaltung             | zugehörige Ortschaften |
| ----------------- | ------------ | ---------------------- | ------------------------------------- | --- |
| Acworth           | Sullivan     | 1766                   | Town meeting                          | Acworth, Crescent Lake, East Acworth, Lynn, South Acworth |
| Albany            | Carroll      | 1766                   | Town meeting                          | Ferncroft, Passaconaway, Paugus Mill |
| Alexandria        | Grafton      | 1782                   | Town meeting                          | Alexandria, South Alexandria |
| Allenstown        | Merrimack    | 1831                   | Town meeting                          | Allenstown, Blodgett, Kenison Corner, Suncook (Teil) |
| Alstead           | Cheshire     | 1763                   | Town meeting                          | Alstead, Alstead Center, East Alstead, Forristalls Corner, Mill Hollow |
| Alton             | Belknap      | 1796                   | Town meeting                          | Alton, Alton Bay, Brookhurst, East Alton, Loon Cove, Mount Major, South Alton, Spring Haven, Stockbridge Corners, West Alton, Woodlands |
| Amherst           | Hillsborough | 1760                   | Town meeting                          | Amherst, Baboosic Lake, Cricket Corner, Ponemah |
| Andover           | Merrimack    | 1779                   | Town meeting                          | Andover, Cilleyville, East Andover, Halcyon Station, Potter Place, West Andover |
| Antrim            | Hillsborough | 1777                   | Town meeting                          | Antrim, Antrim Center, Clinton Village, Loverens Mill, North Branch |
| Ashland           | Grafton      | 1868                   | Town meeting                          | Ashland |
| Atkinson          | Rockingham   | 1767                   | Town meeting                          | Atkinson, Atkinson Heights, Conleys Grove, Westville, Atkinson Depot |
| Auburn            | Rockingham   | 1845                   | Town meeting                          | Auburn, Hooks Crossing, Severance |
| Barnstead         | Belknap      | 1727                   | Town meeting                          | Barnstead Parade, Center Barnstead, Lockes Corner, North Barnstead, South Barnstead |
| Barrington        | Strafford    | 1722                   | Town meeting                          | Barrington, East Barrington, South Barrington, West Barrington |
| Bartlett          | Carroll      | 1790                   | Town meeting                          | Bartlett, Cooks Crossing, Glen, Goodrich Falls, Jericho, Lower Bartlett, Intervale, Kearsarge, Rogers Crossing |
| Bath              | Grafton      | 1761                   | Town meeting                          | Bath, Mountain Lakes (Teil), Nutter, Pettyboro, Swiftwater, Upper Village, West Bath |
| Bedford           | Hillsborough | 1750                   | Council-manager                       | Bedford |
| Belmont           | Belknap      | 1727                   | Town meeting                          | Belmont, Gardners Grove, Lochmere, Winnisquam, Tioga |
| Bennington        | Hillsborough | 1842                   | Town meeting                          | Bennington |
| Benton            | Grafton      | 1764                   | Town meeting                          | Benton, Boutin Corner, Coventry |
| Berlin            | Coös         | 1829/1897              | Council-manager                       | Berlin, Berlin Mills, Cascade |
| Bethlehem         | Grafton      | 1799                   | Town meeting                          | Alderbrook, Bethlehem, Deerfield, Five Corners, Maplewood, Pierce Bridge |
| Boscawen          | Merrimack    | 1760                   | Town meeting                          | Boscawen, Gerrish |
| Bow               | Merrimack    | 1727                   | Town meeting (mit Stadtdirektor)      | Bow Bog, Bow Center, Bow Junction, Bow Mills, South Bow |
| Bradford          | Merrimack    | 1787                   | Town meeting                          | Box Corner, Bradford, Bradford Center |
| Brentwood         | Rockingham   | 1742                   | Town meeting                          | Brentwood, Brentwood Corners, Marshall Corner |
| Bridgewater       | Grafton      | 1788                   | Town meeting                          | Bridgewater |
| Bristol           | Grafton      | 1819                   | Town meeting (mit Stadtdirektor)      | Bristol |
| Brookfield        | Carroll      | 1794                   | Town meeting                          | Brookfield, Stoneham Corners |
| Brookline         | Hillsborough | 1769                   | Town meeting                          | Brookline, North Brookline, South Brookline, West Brookline |
| Campton           | Grafton      | 1761                   | Town meeting                          | Beebe River, Blair, Campton Hollow, Campton Lower Village, Campton Station, Campton Upper Village, West Campton |
| Canaan            | Grafton      | 1761                   | Town meeting                          | Canaan, Canaan Center, Canaan Street, North Canaan, West Canaan |
| Candia            | Rockingham   | 1763                   | Town meeting                          | Bean Island, Candia, Candia Four Corners, Candia Station, East Candia |
| Canterbury        | Merrimack    | 1741                   | Town meeting                          | Boyce, Canterbury, Canterbury Station, Hills Corner, Shaker Village |
| Carroll           | Coös         | 1832                   | Town meeting                          | Bretton Woods, Carroll, Crawford House, Fabyan, Quebec Junction, Twin Mountain |
| Center Harbor     | Belknap      | 1797                   | Town meeting                          | Center Harbor, West Center Harbor |
| Charlestown       | Sullivan     | 1753                   | Town meeting                          | Charlestown, Hemlock Center, North Charlestown, Snumshire, South Charlestown, South Hemlock, Springfield Junction, Trapshire |
| Chatham           | Carroll      | 1767                   | Town meeting                          | Chatham, North Chatham, South Chatham |
| Chester           | Rockingham   | 1722                   | Town meeting                          | Chester, North Chester |
| Chesterfield      | Cheshire     | 1752                   | Town meeting                          | Chesterfield, Spofford, West Chesterfield |
| Chichester        | Merrimack    | 1727                   | Town meeting                          | Chichester, Horse Corner, Kelleys Corner, North Chichester, Websters Mill |
| Claremont         | Sullivan     | 1764/1947              | Council-manager                       | Claremont, Claremont Junction, Puckershire, West Claremont |
| Clarksville       | Coös         | 1853                   | Town meeting                          | |
| Colebrook         | Coös         | 1796                   | Town meeting                          | Colebrook, Kidderville, Upper Kidderville, Factory Village |
| Columbia          | Coös         | 1797                   | Town meeting                          | Bungy, Columbia, Cones, Georges, Meriden Hill, Tinkerville |
| Concord           | Merrimack    | 1733/1853              | Council-manager                       | Concord, Concord Heights, Concord Manor, East Concord, Mast Yard, Penacook, Riverhill, West Concord |
| Conway            | Carroll      | 1765                   | Town meeting                          | Center Conway, Conway, East Conway, Intervale, Kearsarge, North Conway, Quint, Redstone, South Conway |
| Cornish           | Sullivan     | 1765                   | Town meeting                          | Balloch, Cornish Center, Cornish City, Cornish Flat, Cornish Mills, South Cornish, Squag City |
| Croydon           | Sullivan     | 1763                   | Town meeting                          | Croydon, Croydon Flat, Croydon Four Corners, Ryder Corner |
| Dalton            | Coös         | 1784                   | Town meeting                          | Cushman, Dalton, Scott |
| Danbury           | Merrimack    | 1795                   | Town meeting                          | Danbury, Elmwood, Fords Crossing, Fords Mill, South Danbury |
| Danville          | Rockingham   | 1760                   | Town meeting                          | Danville, North Danville, South Danville |
| Deerfield         | Rockingham   | 1766                   | Town meeting                          | Deerfield, Deerfield Center, Deerfield Parade, James City, Leavitts Hill, Mount Delight, South Deerfield |
| Deering           | Hillsborough | 1774                   | Town meeting                          | Deering, East Deering, Holton, West Deering |
| Derry             | Rockingham   | 1827                   | Council-manager                       | Chases Grove, Collettes Grove, Conleys Grove, Derry, Derry Village, East Derry, Howards Grove, Hubbard, Peppermint Corner, West Derry |
| Dorchester        | Grafton      | 1761                   | Town meeting                          | Bucks Corner, Cheever, Dorchester, North Dorchester |
| Dover             | Strafford    | 1623/1855              | Council-manager                       | Bellamy, Boston Harbor, Cocheco, Dover, Gates Corner, Sawyers, Wentworth Terrace |
| Dublin            | Cheshire     | 1771                   | Town meeting                          | Bonds Corner, Dublin |
| Dummer            | Coös         | 1848                   | Town meeting                          | Dummer, Paris |
| Dunbarton         | Merrimack    | 1765                   | Town meeting                          | Baileys Corner, Dunbarton Center, Pages Corner |
| Durham            | Strafford    | 1732                   | Council-manager                       | Durham |
| East Kingston     | Rockingham   | 1738                   | Town meeting                          | East Kingston, Monahan Corners, Powwow River, Tappan Corners |
| Easton            | Grafton      | 1876                   | Town meeting                          | Easton, Wildwood |
| Eaton             | Carroll      | 1766                   | Town meeting                          | Eaton Center, Snowville |
| Effingham         | Carroll      | 1778                   | Town meeting                          | Center Effingham, Chases Mill, Effingham, Effingham Falls, Grape Corner, Pine River, South Effingham, Drake's Corner |
| Ellsworth         | Grafton      | 1802                   | Town meeting                          | Ellsworth |
| Enfield           | Grafton      | 1761                   | Town meeting                          | Enfield, Enfield Center, Fish Market, Lockehaven, Lower Shaker Village, Montcalm, Purmort, Upper Shaker Village |
| Epping            | Rockingham   | 1741                   | Town meeting (with ballot initiative) | Camp Hedding, Epping, Martin Crossing, North Epping, West Epping |
| Epsom             | Merrimack    | 1727                   | Town meeting                          | Epsom, Gossville, New Rye, Short Falls |
| Errol             | Coös         | 1836                   | Town meeting                          | Errol |
| Exeter            | Rockingham   | 1638                   | Town meeting                          | Dows Corner, Exeter, Gooch Corner, Haynes Corner, Jady Hill, Perkins Hill |
| Farmington        | Strafford    | 1798                   | Town meeting                          | Farmington, Hornetown, Merrill Corners, Place |
| Fitzwilliam       | Cheshire     | 1773                   | Town meeting                          | Beechwood Corners, Bowkerville, Fitzwilliam, Fitzwilliam Depot, Rockwood, State Line |
| Francestown       | Hillsborough | 1772                   | Town meeting                          | Francestown |
| Franconia         | Grafton      | 1764                   | Town meeting                          | Franconia, Mittersill |
| Franklin          | Merrimack    | 1828/1895              | Council-manager                       | Franklin, Webster Lake, Webster Place, West Franklin |
| Freedom           | Carroll      | 1831                   | Town meeting                          | East Freedom, Four Corners, Freedom, Lords Hill |
| Fremont           | Rockingham   | 1764                   | Town meeting                          | Fremont, Fremont Station, Lyford Crossing, Pages Corner |
| Gilford           | Belknap      | 1812                   | Town meeting                          | Ames, Belknap Point, Dockham Shore, Gilford, Glendale, Lake Shore Park, Samoset, The Ledges, Yale Estates |
| Gilmanton         | Belknap      | 1727                   | Town meeting                          | Allens Mills, Gilmanton Corners, Gilmanton Ironworks, Jones Mills, Kelleys Corner, Lower Gilmanton |
| Gilsum            | Cheshire     | 1763                   | Town meeting                          | Gilsum, Lower Village, Roundys Corner |
| Goffstown         | Hillsborough | 1761                   | Town meeting                          | Browns Corner, Goffstown, Grasmere, Mountain Base, Parker, Pinardville, Shirley Park |
| Gorham            | Coös         | 1836                   | Town meeting                          | Cascade, Gorham, Upper Village, Lead Mines |
| Goshen            | Sullivan     | 1791                   | Town meeting                          | Goshen, Goshen Four Corners |
| Grafton           | Grafton      | 1778                   | Town meeting                          | East Grafton, Grafton, Grafton Center, Robinson Corner, Cardigan Station |
| Grantham          | Sullivan     | 1761                   | Town meeting                          | East Grantham, Eastman, Grantham, North Grantham |
| Greenfield        | Hillsborough | 1791                   | Town meeting                          | Greenfield, Russell |
| Greenland         | Rockingham   | 1721                   | Town meeting                          | Bayside, Breakfast Hill, Camp Gundalow, Greenland, Greenland Station, Stratham Station |
| Greenville        | Hillsborough | 1872                   | Town meeting                          | Greenville |
| Groton            | Grafton      | 1761                   | Town meeting                          | Groton, North Groton |
| Hampstead         | Rockingham   | 1749                   | Town meeting                          | Baglett Grove, East Hampstead, Hampstead, West Hampstead |
| Hampton           | Rockingham   | 1639                   | Town meeting                          | Coffins Mill, Dunvegan Woods, Eastman Point, Elmwood Corners, Great Boars Head, Hampton, Hampton Beach, Hampton Landing, North Beach, Plaice Cove, Smith Colony, The Five Corners, The Plantation, The Willows                                                                             |
| Hampton Falls     | Rockingham   | 1726                   | Town meeting (with ballot initiative) | Brimstone Hill (The Common), Fogg Corners, Hampton Falls, Nason Corners, Sanborn, Sanborn Corners, Town Hall Corner, Weares Mill |
| Hancock           | Hillsborough | 1779                   | Town meeting                          | Elmwood, Hancock |
| Hanover           | Grafton      | 1761                   | Town meeting                          | Etna, Hanover, Hanover Center, Rivercrest |
| Harrisville       | Cheshire     | 1870                   | Town meeting                          | Chesham, Eastview, Harrisville |
| Hart’s Location   | Carroll      | 1772                   | Town meeting                          | Notchland, Sawyers River, Willey House |
| Haverhill         | Grafton      | 1763                   | Town meeting (mit Stadtdirektor)      | Center Haverhill, East Haverhill, Haverhill, Mountain Lakes (Teil), North Haverhill, Pike, Woodsville |
| Hebron            | Grafton      | 1792                   | Town meeting                          | East Hebron, Hebron, Nuttings Beach |
| Henniker          | Merrimack    | 1768                   | Town meeting                          | Colby, Henniker, Henniker Junction, West Henniker, Emerson Station |
| Hill              | Merrimack    | 1778                   | Town meeting                          | Hill, Hill Center, Murray Hill, South Alexandria |
| Hillsborough      | Hillsborough | 1772                   | Town meeting                          | Hillsboro, Hillsboro Center, Hillsboro Lower Village, Hillsboro Upper Village, Bridge Village |
| Hinsdale          | Cheshire     | 1753                   | Town meeting                          | Dole Junction, Hinsdale, North Hinsdale |
| Holderness        | Grafton      | 1761                   | Town meeting                          | Deephaven, East Holderness, Holderness, Rockywold |
| Hollis            | Hillsborough | 1746                   | Town meeting                          | Hollis, Hollis Depot, West Hollis |
| Hooksett          | Merrimack    | 1822                   | Council-manager                       | Hooksett, Martin, Martins Corner, Martins Ferry, Rowes Corner, South Hooksett |
| Hopkinton         | Merrimack    | 1765                   | Town meeting                          | Contoocook, Hatfield Corner, Hopkinton, Tyler, West Hopkinton |
| Hudson            | Hillsborough | 1746                   | Town meeting                          | Hudson, Hudson Center, Perhams Four Corners, Potash Corner |
| Jackson           | Carroll      | 1800                   | Town meeting                          | Ducks Head, Dundee, Jackson, Jackson Falls, Panno Place |
| Jaffrey           | Cheshire     | 1773                   | Town meeting (mit Stadtdirektor)      | Hadley, Jaffrey, Jaffrey Center, Squantum |
| Jefferson         | Coös         | 1796                   | Town meeting                          | Baileys, Highlands, Jefferson, Jefferson Highland, Riverton, Starr King, Waumbeck Junction, Cherry Mountain, Meadows |
| Keene             | Cheshire     | 1753/1873              | Mayor-council                         | Joslin, Keene, North Swanzey, South Keene |
| Kensington        | Rockingham   | 1737                   | Town meeting                          | Austin Corners, Brick School Corner, Eastman Corners, Five Corners, Kensington, Lamprey Corners, Prescott Corner |
| Kingston          | Rockingham   | 1694                   | Town meeting                          | Kingston, South Kingston, West Kingston |
| Laconia           | Belknap      | 1855/1893              | Council-manager                       | Interlaken Park, Laconia, Lakeport, Mallard Cove, Pendleton Beach, Weirs Beach, Wildwood Village |
| Lancaster         | Coös         | 1763                   | Town meeting                          | Coos Junction, Grange, Lancaster, Lost Nation, South Lancaster |
| Landaff           | Grafton      | 1774                   | Town meeting                          | Ireland, Jericho, Jockey Hill, Landaff Center |
| Langdon           | Sullivan     | 1787                   | Town meeting                          | Condon Corner, Langdon |
| Lebanon           | Grafton      | 1761/1957              | Council-manager                       | East Wilder, Lebanon, Mascoma, Sachem Village, West Lebanon |
| Lee               | Strafford    | 1766                   | Town meeting                          | Glenmere Village, Lee, Lee Five Corners, South Lee, Wadley Falls |
| Lempster          | Sullivan     | 1761                   | Town meeting                          | Dodge Hollow, East Lempster, Keyes Hollow, Lempster |
| Lincoln           | Grafton      | 1764                   | Town meeting (mit Stadtdirektor)      | Lincoln, North Lincoln, Stillwater (former) |
| Lisbon            | Grafton      | 1763                   | Town meeting                          | Barrett, Lisbon, Savageville |
| Litchfield        | Hillsborough | 1734                   | Town meeting                          | Litchfield |
| Littleton         | Grafton      | 1784                   | Town meeting                          | Apthorp, Littleton, North Littleton |
| Londonderry       | Rockingham   | 1722                   | Town council                          | Londonderry, North Londonderry, West Derry, Wilson |
| Loudon            | Merrimack    | 1773                   | Town meeting                          | Loudon, Loudon Center, Loudon Ridge, Pearls Corner, Sabattus Heights |
| Lyman             | Grafton      | 1761                   | Town meeting                          | Dodge Pond, Parker Hill, Tinkerville |
| Lyme              | Grafton      | 1761                   | Town meeting                          | Hardscrabble, Lyme, Lyme Center |
| Lyndeborough      | Hillsborough | 1764                   | Town meeting                          | Curtis Corner, Johnson Corner, Lyndeborough Center, Perham Corner, South Lyndeborough |
| Madbury           | Strafford    | 1755                   | Town meeting                          | Madbury |
| Madison           | Carroll      | 1852                   | Town meeting                          | East Madison, Eidelweiss, Madison, Silver Lake |
| Manchester        | Hillsborough | 1751/1846              | Mayor-council                         | Amoskeag, Bakersville, Goffs Falls, Hallsville, Manchester, Massabesic, Rimmon Heights, Youngsville In der City sind 25 Stadtviertel definiert, zu denen auch die vorgenannten gehören. |
| Marlborough       | Cheshire     | 1776                   | Town meeting                          | Marlborough, Webb |
| Marlow            | Cheshire     | 1761                   | Town meeting                          | Baker Corner, Gee Mill, Marlow, Marlow Junction |
| Mason             | Hillsborough | 1768                   | Town meeting                          | Mason, Pratt |
| Meredith          | Belknap      | 1768                   | Town meeting (mit Stadtdirektor)      | Bear Island, East Bear Island, Leavitt Park, Lovejoy Sands, Meredith, Meredith Center, Meredith Hill |
| Merrimack         | Hillsborough | 1746                   | Council-manager                       | Lawrence Corner, Merrimack, Reeds Ferry, Souhegan Village, South Merrimack, Thorntons Ferry, Woodland Park |
| Middleton         | Strafford    | 1778                   | Town meeting                          | Middleton Corners, New Portsmouth |
| Milan             | Coös         | 1824                   | Town meeting                          | Copperville, Milan, West Milan |
| Milford           | Hillsborough | 1794                   | Town meeting                          | East Milford, Milford, South Milford, Richardson |
| Milton            | Strafford    | 1802                   | Town meeting                          | Hayes Corner, Laskey Corner, Milton, Milton Mills, Town House |
| Monroe            | Grafton      | 1854                   | Town meeting                          | Monroe |
| Mont Vernon       | Hillsborough | 1803                   | Town meeting                          | Mont Vernon |
| Moultonborough    | Carroll      | 1777                   | Town meeting                          | Clark Landing, Lees Mill, Moultonborough, Moultonborough Falls, State Landing, Suissevale, Winnipesaukee |
| Nashua            | Hillsborough | 1746/1853              | Mayor-council                         | Broad Acres, Crown Hill, French Hill, Lincoln Park, Nashua, Nashville Historic District, North End |
| Nelson            | Cheshire     | 1774                   | Town meeting                          | Munsonville, Nelson |
| New Boston        | Hillsborough | 1763                   | Town meeting                          | Klondike Corner, New Boston |
| New Castle        | Rockingham   | 1693                   | Town meeting                          | New Castle |
| New Durham        | Strafford    | 1762                   | Town meeting                          | Coburn, Copplecrown Village District, Davis, Dexter Corner, New Durham, New Durham Corner |
| New Hampton       | Belknap      | 1777                   | Town meeting                          | New Hampton, Winona |
| New Ipswich       | Hillsborough | 1762                   | Town meeting                          | Bank, Davis, Gibson Four Corners, High Bridge, New Ipswich, New Ipswich Center, Smithville, Wilder |
| New London        | Merrimack    | 1779                   | Town meeting                          | Crockett Corner, Elkins, Hastings, Lakeside, New London, Otterville, Pages Corner |
| Newbury           | Merrimack    | 1778                   | Town meeting                          | Box Corner, Blodgett Landing, Chalk Pond, Edgemont, Mount Sunapee, Newbury, Pine Cliff, South Newbury |
| Newfields         | Rockingham   | 1849                   | Town meeting                          | Littlefield, Newfields, Rockingham |
| Newington         | Rockingham   | 1764                   | Town meeting                          | Newington, Newington Station, Piscataqua, South Newington |
| Newmarket         | Rockingham   | 1727                   | Council-manager                       | Four Corners, Newmarket |
| Newport           | Sullivan     | 1761                   | Town meeting                          | Chandler Station, Chandlers Mills, Guild, Kelleyville, Newport, North Newport |
| Newton            | Rockingham   | 1749                   | Town meeting                          | Crane Crossing, Newton, Newton Junction, Rowes Corner, Sargent Corners |
| North Hampton     | Rockingham   | 1742                   | Town meeting                          | Bass Beach, Cemetery Corners, Fogg Corner, Little Boars Head, North Hampton, North Hampton Center |
| Northfield        | Merrimack    | 1780                   | Town meeting                          | Northfield, Northfield Station |
| Northumberland    | Coös         | 1779                   | Town meeting                          | Groveton, Northumberland |
| Northwood         | Rockingham   | 1773                   | Town meeting                          | Melrose Beach, Northwood, Northwood Center, Northwood Narrows, Northwood Ridge |
| Nottingham        | Rockingham   | 1722                   | Town meeting                          | Cedar Waters, North Nottingham, Nottingham, Nottingham Square, West Nottingham, Pawtuckaway |
| Orange            | Grafton      | 1790                   | Town meeting                          | Orange |
| Orford            | Grafton      | 1761                   | Town meeting                          | Gilmans Corner, Orford, Orfordville, Quinttown |
| Ossipee           | Carroll      | 1785                   | Town meeting                          | Center Ossipee, Chickville, Dorrs Corner, Granite, Leighton Corners, Long Sands, Moultonville, Ossipee, Ossipee Lake Shores, Ossipee Valley, Pollys Crossing, Roland Park, Water Village, West Ossipee                                                                                     |
| Pelham            | Hillsborough | 1746                   | Town meeting                          | North Pelham, Pelham |
| Pembroke          | Merrimack    | 1759                   | Town meeting                          | North Pembroke, Pembroke, Pembroke Hill, Suncook (Teil) |
| Peterborough      | Hillsborough | 1760                   | Town meeting                          | Drury, Happy Valley, MacDowell Colony, Noone, North Village, Peterborough, West Peterborough |
| Piermont          | Grafton      | 1764                   | Town meeting                          | Piermont |
| Pittsburg         | Coös         | 1840                   | Town meeting                          | Happy Corner, Idlewilde, Pittsburg, The Glen |
| Pittsfield        | Merrimack    | 1782                   | Town meeting                          | Pittsfield, Rings Corner, South Pittsfield, Webster Mills |
| Plainfield        | Sullivan     | 1761                   | Town meeting                          | Coryville, East Plainfield, Hell Hollow, Meriden, Mill Village, Plainfield, Pratts Corners |
| Plaistow          | Rockingham   | 1749                   | Town meeting (mit Stadtdirektor)      | Atkinson Depot, Plaistow, Westville |
| Plymouth          | Grafton      | 1763                   | Town meeting                          | Plymouth, West Plymouth |
| Portsmouth        | Rockingham   | 1631/1849              | Council-manager                       | Atlantic Heights, Bersum Gardens, Christian Shore, Colonial Pines, Creek Area, Elwyn Park, Haymarket Square, Hillcrest Estates, Maplehaven, Meadowbrook, Pannaway Manor, Portsmouth, Portsmouth Plains, Sagamore Grove, Seacrest Village, Strawberry Banke, The Woodlands, Wentworth Acres |
| Randolph          | Coös         | 1824                   | Town meeting                          | Appalachia, Bowman, Randolph, Randolph Hill, Scates Corner |
| Raymond           | Rockingham   | 1764                   | Town meeting (mit Stadtdirektor)      | Onway Lake, Raymond |
| Richmond          | Cheshire     | 1752                   | Town meeting                          | North Richmond, Richmond |
| Rindge            | Cheshire     | 1768                   | Town meeting (mit Stadtdirektor)      | Converseville, Cutter Hill, East Rindge, Jones Corner, Rand, Rindge, Thomas, West Rindge, Woodmere |
| Rochester         | Strafford    | 1722/1891              | Council-manager                       | East Rochester, Gonic, Meaderboro Corner, Melrose Corner, North Rochester, Pickering, Rochester, West Gonic |
| Rollinsford       | Strafford    | 1849                   | Town meeting                          | Kelwyn Park, Rollinsford, Rollinsford Station |
| Roxbury           | Cheshire     | 1812                   | Town meeting                          | Roxbury Center |
| Rumney            | Grafton      | 1761                   | Town meeting                          | Quincy, Rumney, Rumney Depot, Stinson Lake, West Rumney |
| Rye               | Rockingham   | 1726                   | Town meeting                          | Acorn Acres, Cable Road, Fairhill Manor, Foss Beach, Foyes Corner, Gosport, Jenness Beach, Langs Corner, Odiorne Point, Rye, Rye Beach, Rye Harbor, Rye North Beach, Wallis Sands, West Rye                                                                                                |
| Salem             | Rockingham   | 1750                   | Town meeting (mit Stadtdirektor)      | Arlington Park, Canobie Lake, Cluffs Crossing, Cowbell Corners, Foster Corners, Hampshire Road, Millville, Mount Ararat, North Salem, Noyes Terrace, Pine Grove Park, Salem, Salem Depot, Wilson Corners                                                                                   |
| Salisbury         | Merrimack    | 1768                   | Town meeting                          | Salisbury, Salisbury Heights, Scribners Corner, Smiths Corner, Thompson Corner, West Salisbury |
| Sanbornton        | Belknap      | 1770                   | Town meeting                          | Bay Meetinghouse, Gaza, North Sanbornton, Sanbornton, Winnisquam |
| Sandown           | Rockingham   | 1756                   | Town meeting                          | Sandown |
| Sandwich          | Carroll      | 1763                   | Town meeting                          | Big Rock Corner, Center Sandwich, Chicks Corner, East Sandwich, North Sandwich, Sandwich, Sandwich Landing, Wentworth Hill, Whiteface |
| Seabrook          | Rockingham   | 1768                   | Town meeting (mit Stadtdirektor)      | Atlantic, Fogg Corners, Riverside, Seabrook, Seabrook Beach, Seabrook Station, Smithtown, South Seabrook, Walton Landing, Weare Corner, Weares Mill |
| Sharon            | Hillsborough | 1791                   | Town meeting                          | Sharon |
| Shelburne         | Coös         | 1820                   | Town meeting                          | Shelburne |
| Somersworth       | Strafford    | 1754/1893              | Council-manager                       | Blackwater, Central Park, Crocketts Crossing, Foundry, Somersworth |
| South Hampton     | Rockingham   | 1742                   | Town meeting                          | Currierville, Jewell Town, Smith Corner, South Hampton, Towles Corner |
| Springfield       | Sullivan     | 1794                   | Town meeting                          | East Springfield, Roby Corners, Springfield, Twin Lakes Village, Washburn Corner, West Springfield |
| Stark             | Coös         | 1795                   | Town meeting                          | Crystal, Percy, Stark |
| Stewartstown      | Coös         | 1795                   | Town meeting                          | Stewartstown, Stewartstown Hollow, West Stewartstown |
| Stoddard          | Cheshire     | 1774                   | Town meeting                          | Leominster Corner, Mill Village, South Stoddard, Stoddard, Woods Mill |
| Strafford         | Strafford    | 1820                   | Town meeting                          | Berrys Corner, Bow Lake Village, Center Strafford, Hills Corner, Leighton Corners, Strafford, Strafford Corner, Welsh's Corner |
| Stratford         | Coös         | 1773                   | Town meeting                          | Beatties, East Stratford, Mapleton, Masons, North Stratford, Stratford Center, Stratford Hollow |
| Stratham          | Rockingham   | 1716                   | Town meeting                          | Parkman Corner, Stratham, Winniconic, Winnicut Mills |
| Sugar Hill        | Grafton      | 1962                   | Town meeting                          | Sugar Hill |
| Sullivan          | Cheshire     | 1787                   | Town meeting                          | East Sullivan, Ellisville, Sullivan |
| Sunapee           | Sullivan     | 1781                   | Town meeting (mit Stadtdirektor)      | Burkehaven, Fernwood, Georges Mills, Granliden, Lower Village, Sunapee, Sunapee Station, Wendell |
| Surry             | Cheshire     | 1769                   | Town meeting                          | Shaws Corner, Surry |
| Sutton            | Merrimack    | 1784                   | Town meeting                          | East Sutton, North Sutton, Shingle Mill Corner, South Sutton, Sutton, Sutton Mills |
| Swanzey           | Cheshire     | 1753                   | Town meeting                          | East Swanzey, North Swanzey, Spragueville, Swanzey, Swanzey Station, West Swanzey, Westport |
| Tamworth          | Carroll      | 1766                   | Town meeting                          | Bennett Corners, Chocorua, Pequawket, South Tamworth, Tamworth, Whittier, Wonalancet |
| Temple            | Hillsborough | 1768                   | Town meeting                          | Temple |
| Thornton          | Grafton      | 1763                   | Town meeting                          | Goose Hollow, Thornton, West Thornton |
| Tilton            | Belknap      | 1869                   | Town meeting                          | Belmont Junction, East Tilton, Lochmere, The Plains, Tilton, Winnisquam |
| Troy              | Cheshire     | 1815                   | Town meeting                          | Troy |
| Tuftonboro        | Carroll      | 1795                   | Town meeting                          | Center Tuftonboro, Federal Corner, Melvin Village, Mirror Lake, Tuftonboro Corner, Union Wharf, Wawbeek |
| Unity             | Sullivan     | 1764                   | Town meeting                          | East Unity, Quaker City, Unity, West Unity |
| Wakefield         | Carroll      | 1774                   | Town meeting                          | East Wakefield, North Wakefield, Province Lake, Sanbornville, Union, Wakefield, Woodman |
| Walpole           | Cheshire     | 1752                   | Town meeting                          | Christian Hollow, Cold River, Dodge Tavern, Drewsville, North Walpole, Walpole |
| Warner            | Merrimack    | 1774                   | Town meeting                          | Bagley, Davisville, Dimond, Lower Village, Melvin Mills, Newmarket, Roby, Warner, Waterloo |
| Warren            | Grafton      | 1763                   | Town meeting                          | Breezy Point, Glencliff, Warren |
| Washington        | Sullivan     | 1776                   | Town meeting                          | East Washington, Washington |
| Waterville Valley | Grafton      | 1829                   | Town meeting                          | Waterville Valley |
| Weare             | Hillsborough | 1764                   | Town meeting                          | Chase Village, Clinton Grove, North Weare, Riverdale, Slab City, South Weare, Tavern Village, Weare |
| Webster           | Merrimack    | 1860                   | Town meeting                          | Courser Hill, Dingit Corner, Gerrish Corner, Snyders Mill, Swetts Mills, Webster |
| Wentworth         | Grafton      | 1766                   | Town meeting                          | Wentworth |
| Westmoreland      | Cheshire     | 1752                   | Town meeting                          | East Westmoreland, Gilboa, Park Hill, Poocham, Westmoreland, Westmoreland Depot |
| Whitefield        | Coös         | 1804                   | Town meeting                          | Hazens, Whitefield |
| Wilmot            | Merrimack    | 1807                   | Town meeting                          | North Wilmot, Wilmot, Wilmot Flat |
| Wilton            | Hillsborough | 1762                   | Town meeting                          | Davisville, West Wilton, Wilton, Wilton Center |
| Winchester        | Cheshire     | 1753                   | Town meeting                          | Ashuelot, Camp Forest Lake, Curtis Corner, Scotland, Winchester |
| Windham           | Rockingham   | 1742                   | Town meeting                          | West Windham, Windham, Windham Depot |
| Windsor           | Hillsborough | 1798                   | Town meeting                          | Windsor |
| Wolfeboro         | Carroll      | 1770                   | Town meeting (mit Stadtdirektor)      | Cotton Valley Station, East Wolfeboro, Fernald, Goose Corner, Keewayden, North Wolfeboro, South Wolfeboro, Stockbridge Corner, Wolfeboro, Wolfeboro Center, Wolfeboro Falls |
| Woodstock         | Grafton      | 1763                   | Town meeting                          | Fairview, Lost River, North Woodstock, Woodstock |